# 269 v. Chr.
Portal Geschichte | Portal Biografien | Aktuelle Ereignisse | Jahreskalender | Tagesartikel

◄ |
4. Jahrhundert v. Chr. |
3. Jahrhundert v. Chr. |
2. Jahrhundert v. Chr. |
►

◄ | 280er v. Chr. | 270er v. Chr. | 260er v. Chr. | 250er v. Chr. |
240er v. Chr. |
►

◄◄ | ◄ | 272 v. Chr. | 271 v. Chr. | 270 v. Chr. | 269 v. Chr. |
268 v. Chr. |
267 v. Chr. |
266 v. Chr. |
► |
►►
Staatsoberhäupter

## Ereignisse

### Politik und Weltgeschehen
- Die Römer schlagen eine Rebellion der Samniten gegen die Neuordnung nach dem Pyrrhischen Krieg nieder.
- Erhebung der Picener gegen die römische Herrschaft.
- Nach einem entscheidenden Sieg bei Mylae über die Mamertiner, die von Messana aus Angst und Schrecken in Syrakus verbreiteten, wird Hieron II. von seinen Soldaten zum König von Syrakus ausgerufen. An der Besetzung Messanas wird Hieron jedoch durch den Einspruch der Karthager gehindert.

### Wirtschaft
- Im Römischen Reich werden erstmals Silbermünzen, so genannte Denare, geprägt. Erstmals erscheint auch die Göttin Roma auf Münzen.

### Technik und Kultur
- Das für die Wasserversorgung enorm bedeutsame Aquädukt Anio Vetus wird in Rom fertiggestellt (Baubeginn 272 v. Chr.).

## Geboren
- Attalos I., erster König von Pergamon († 197 v. Chr.)